# Hyperolius dartevellei
Espèce
Synonymes
- Hyperolius sagitta Laurent, 1943
- Hyperolius nasutus sagitta Laurent, 1943

Hyperolius dartevellei est une espèce d'amphibiens de la famille des Hyperoliidae.

## Répartition
Cette espèce se rencontre :
- dans le sud du Cameroun ;
- au Gabon ;
- en République du Congo ;
- en République démocratique du Congo ;
- dans le nord de l'Angola ;
- dans le nord-ouest de la Zambie.

## Taxinomie
Cette espèce a été relevée de sa synonymie avec Hyperolius adspersus par Channing, Hillers, Lötters, Rödel, Schick, Conradie, Rödder, Mercurio, Wagner, Dehling, Du Preez, Kielgast & Burger en 2013 où elle avait été placée par Laurent en 1961.

## Publication originale
- Laurent, 1943 : Les Hyperolius (Batraciens) du Musee Congo. Annales du Musée Royal du Congo Belge, Sciences Zoologiques, Tervuren, vol. 4, p. 61-140.